# Gomphus auricolor
Gomphus auricolor är en trollsländeart som beskrevs av Fraser 1926. Gomphus auricolor ingår i släktet Gomphus och familjen flodtrollsländor. Inga underarter finns listade i Catalogue of Life.